# Mi dulce geisha
Mi dulce geisha (My Geisha) es una película estadounidense realizada por Jack Cardiff y estrenada en 1962.

## Argumento
Paul Robaix, un realizador francés que vive en Hollywood, rueda una adaptación de la ópera Madame Butterfly en Japón. Su esposa, Lucy Dell, cabeza de cartel estadounidense del cine cómico, ha actuado en todas las películas que ha dirigido. Pero, para este papel, Paul prefiere una actriz japonesa local para conferir más autenticidad a la película. Por otro lado, rodando por una vez sin su mujer, podrá demostrar su real valor como director. Pero Lucy, rubia con ojos azules, se propone encarnar la heroína de Giacomo Puccini, Cio-Cio-San, una geisha arquetípica del Japón tradicional. Lucy, con la complicidad del productor y con la orientación de una auténtica geisha, se transforma físicamente para presentarse a la prueba de reparto con el nombre de Yoko Mori.

## Reparto
- Shirley MacLaine: Lucy Dell / Yoko Mori
- Yves Montand: Paul Robaix
- Edward G. Robinson: Sam Lewis, el productor
- Robert Cummings: Bob Moore
- Yoko Tani: Kazumi Ito
- Tatsuo Saitō: Kenichi Takata
- Alex Gerry: Leonard Lewis
- Tamae Kyokawa: Amatsu Hisako
- Ichiro Hayakawa: Hisako

## Música
De la ópera Madama Butterfly de Giacomo Puccini, orquesta dirigida por Franz Waxman: 
- Michiku Sunahara, soprano (Cio-Cio-San, «Madame Butterfly»), Voz cantada de Shirley MacLaine .
- Barry Morell, tenor (el teniente Benjamin Franklin Pinkerton), voz cantada de Robert Cummings .

## Candidaturas
- Oscar 1962: Edith Head fue candidata al Oscar al mejor vestuario .

## Producción

### Guion
- Shirley MacLaine:[3] «Steve[4] producía la película que debía ser totalmente rodada en Japón. Estaba encantada que pudiésemos trabajar juntos. [...] Pero yo no lo veía mucho. [...] El guion había sido escrito por Norman Krasna que era también el autor de El multimillonario. Estaba inspirado en una pieza de teatro francesa.

### Rodaje
- exteriores: 
  - Kyoto, Hakone y Miyajima (Japón).
  - Los Ángeles (secuencia al principio de la película en la residencia de Paul y Lucy)
- interiores: Paramount Studios (Hollywood / Los Ángeles, California ).
- Shirley MacLaine:[3] «Uno de los problemas más difíciles a resolver era el maquillaje que debía ser absolutamente convincente. ¿Cómo me transformaría en japonesa? Empezamospor utilizar una especie de prótesis oculares, pero cada vez que parpadeaba, se veía el espacio entre mis párpados y la superficie de plástico, las pruebas eran espantosas. Allí no podíamos recurrir a un laboratorio de prótesis, y los maquilladores japoneses no habían encontrado nunca este problema! [...] podía utilizar gafas de contacto para ocultar el azul de mis ojos y mucho maquillaje. Pero ¿cómo modificar la forma de mis ojos? Westmore resolvió el problema. Registrando en sus bolsillos, encontró un paquete de preservativos. Recortar en forma de almendra un trozo de caucho que me enganchó sobre el párpado. Poniendo maquillaje sobre el caucho, no veían más las juntas. Y podía parpadear».